# Bonita (Californie)
Pour les articles homonymes, voir Bonita.
Bonita est une census-designated place (CDP) située dans le comté de San Diego, en Californie.

## Démographie
| 1980  | 1990   | 2000   | 2010   | - | - |
| ----- | ------ | ------ | ------ | - | - |
| 6 257 | 12 542 | 12 401 | 12 538 | - | - |